# Giải bóng đá hạng tư quốc gia Cộng hòa Síp 2012–13
Giải bóng đá hạng tư quốc gia Cộng hòa Síp 2012–13 là mùa giải thứ 28 của giải bóng đá hạng tư Cộng hòa Síp. MEAP Nisou giành danh hiệu thứ 2.

## Thể thức thi đấu
Có 14 đội tham gia Giải bóng đá hạng tư quốc gia Cộng hòa Síp 2012–13. Tất cả các đội đều thi đấu 2 trận, một trân sân nhà và một trận sân khách. Đội nhiều điểm nhất sẽ lên ngôi vô địch. Bốn đội đầu bảng thăng hạng 2013–14 Giải bóng đá hạng ba quốc gia Cộng hòa Síp và hai đội cuối bảng xuống chơi ở các giải khu vực.

### Hệ thống điểm
Các đội bóng nhận 3 điểm cho một trận thắng, 1 điểm cho một trận hòa và 0 điểm cho một trận thua.

## Thay đổi so với mùa giải trước
Các đội thăng hạng Giải bóng đá hạng ba quốc gia Cộng hòa Síp 2012–13
- Digenis Oroklinis
- Karmiotissa Pano Polemidion
- Ethnikos Latsion FC

Các đội xuống hạng từ Giải bóng đá hạng ba quốc gia Cộng hòa Síp 2011–12
- Anagennisi Germasogeias1
- POL/AE Maroni2

1Rút khỏi Giải bóng đá hạng tư quốc gia Cộng hòa Síp 2012–13 trong mùa hè, trước khi mùa giải khởi tranh.

2Bỏ giải sau vòng đấu 14 của Giải bóng đá hạng ba quốc gia Cộng hòa Síp 2011–12 vì lý do tài chính, không tham gia Giải bóng đá hạng tư quốc gia Cộng hòa Síp 2012–13.
Các đội thăng hạng từ các giải khu vực
- AEN Ayiou Georgiou Vrysoullon-Acheritou
- ASPIS Pylas
- Enosi Neon Ypsona
- Amathus Ayiou Tychona

Các đội xuống hạng các giải khu vực
- Kedros Ayia Marina Skylloura
- AEK Kythreas
- AEK Korakou

Ghi chú:
- Livadiakos/Salamina Livadion tham gia Giải bóng đá hạng tư quốc gia Cộng hòa Síp 2011–12 và 2012–13 từ các hạng nghiệp dư. Tuy nhiên, Hiệp hội bóng đá Cộng hòa Síp quyết định rằng đội không đáp ứng các yêu cầu cơ bản về việc đăng kí trở thành một thành viên của hiệp hội. Sau một cuộc họp bất thường, cuối cùng đội đã được tham gia Hiệp hội bóng đá Cộng hòa Síp. Tuy nhiên vì Giải bóng đá hạng tư quốc gia Cộng hòa Síp 2011–12, đã bắt đầu, đội bóng sẽ tham gia vào mùa sau, Giải bóng đá hạng tư quốc gia Cộng hòa Síp 2012–13.

## Sân vận động và địa điểm
| Câu lạc bộ                         | Địa điểm                                     |
| ---------------------------------- | -------------------------------------------- |
| AEN Ayiou Georgiou                 | Olympos Acheritou Stadium                    |
| Amathus Ayiou Tychona              | Germasogeia Municipal Stadium                |
| ASPIS Pylas                        | Pyla Municipal Stadium                       |
| Dynamo Pervolion                   | Pervolia Municipal Stadium                   |
| Elpida Astromeriti                 | Akaki Municipal Stadium                      |
| THOI Lakatamia                     | EN THOI Stadium                              |
| Enosi Neon Ypsona                  | Stelios Chari Stadium                        |
| Iraklis Gerolakkou                 | EN THOI Stadium                              |
| Kissos Kissonergas                 | Kissonerga Municipal Stadium                 |
| Konstantios & Evripidis Trachoniou | Trachoni Municipal Stadium                   |
| Livadiakos/Salamina Livadion       | Ayia Pasaskevi Livadion Municipality Stadium |
| MEAP Nisou                         | Theodorio Koinotiko                          |
| P.O. Xylotymvou                    | Xylotympou Municipal Stadium                 |
| Finikas Ayias Marinas Chrysochous  | Evripides Municipal Stadium                  |

## Bảng xếp hạng
| Vị thứ | Đội                                | St. | T. | H. | B. | BT. | BB. | HS. | Đ. | Ghi chú                                                                | Thành tích đối đầu                        |
| ------ | ---------------------------------- | --- | -- | -- | -- | --- | --- | --- | -- | ---------------------------------------------------------------------- | ----------------------------------------- |
| 1      | MEAP Nisou                         | 26  | 16 | 8  | 2  | 53  | 24  | 29  | 56 | Vô địch-Thăng hạng Giải bóng đá hạng ba quốc gia Cộng hòa Síp 2013–14. |                                           |
| 2      | Finikas Ayias Marinas Chrysochous  | 26  | 14 | 8  | 4  | 46  | 23  | 23  | 50 | Thăng hạng Giải bóng đá hạng ba quốc gia Cộng hòa Síp 2013–14.         |                                           |
| 3      | THOI Lakatamia                     | 26  | 13 | 6  | 7  | 49  | 29  | 20  | 45 | Thăng hạng Giải bóng đá hạng ba quốc gia Cộng hòa Síp 2013–14.         |                                           |
| 4      | Konstantios & Evripidis Trachoniou | 26  | 11 | 7  | 8  | 40  | 33  | 7   | 40 | Thăng hạng Giải bóng đá hạng ba quốc gia Cộng hòa Síp 2013–14.         |                                           |
| 5      | Enosi Neon Ypsona                  | 26  | 8  | 12 | 6  | 38  | 36  | 2   | 36 |                                                                        | ENY 3p, 2-2, 1 a.. Iraklis 3p, 2-2, 0 a.. |
| 6      | Iraklis Gerolakkou                 | 26  | 11 | 3  | 12 | 45  | 44  | 1   | 36 |                                                                        | ENY 3p, 2-2, 1 a.. Iraklis 3p, 2-2, 0 a.. |
| 7      | Elpida Astromeriti                 | 26  | 8  | 8  | 10 | 48  | 49  | -1  | 32 |                                                                        |                                           |
| 8      | ASPIS Pylas                        | 26  | 8  | 7  | 11 | 33  | 42  | -9  | 31 | ASPIS 12p Kissos FC 10p Livadiakos 7p POX 2p                           |                                           |
| 9      | Kissos Kissonergas                 | 26  | 9  | 4  | 13 | 40  | 59  | -19 | 31 | ASPIS 12p Kissos FC 10p Livadiakos 7p POX 2p                           |                                           |
| 10     | Livadiakos/Salamina Livadion       | 26  | 7  | 10 | 9  | 31  | 33  | -2  | 31 | ASPIS 12p Kissos FC 10p Livadiakos 7p POX 2p                           |                                           |
| 11     | P.O. Xylotymvou                    | 26  | 8  | 7  | 11 | 38  | 33  | 5   | 31 | ASPIS 12p Kissos FC 10p Livadiakos 7p POX 2p                           |                                           |
| 12     | Amathus Ayiou Tychona              | 26  | 7  | 9  | 10 | 31  | 43  | -12 | 30 |                                                                        |                                           |
| 13     | AEN Ayiou Georgiou                 | 26  | 6  | 8  | 12 | 28  | 41  | -13 | 26 | Xuống hạng các giải khu vực.                                           |                                           |
| 14     | Dynamo Pervolion                   | 26  | 4  | 7  | 15 | 25  | 56  | -31 | 19 | Xuống hạng các giải khu vực.                                           |                                           |

Hệ thống điểm: Thắng=3 điểm, Hòa=1 điểm, Thua=0 điểm
Quy tắc xếp hạng: 1) Điểm; 2) Điểm thành tích đối đầu; 3) Hiệu số đối đầu; 4) Bàn thắng sân khách đối đầu; 5) Hiệu số; 6) Số bàn thắng

Nguồn: League standings at CFA

## Kết quả
| ↓Home / Away→ | AEN | AMT | ASP | DNM | ENY | THL | ELP | IRK | KSS | K&E | LSL | MPN | POX | FNK |
| ------------- | --- | --- | --- | --- | --- | --- | --- | --- | --- | --- | --- | --- | --- | --- |
| AEN           |     | 2-1 | 1-0 | 1-2 | 3-1 | 0-1 | 0-1 | 2-2 | 3-1 | 1-5 | 1-1 | 2-1 | 0-1 | 1-1 |
| Amathous      | 2-3 |     | 1-3 | 0-0 | 1-1 | 1-1 | 2-2 | 1-3 | 0-0 | 2-1 | 1-0 | 1-1 | 1-0 | 0-3 |
| ASPIS         | 1-1 | 1-2 |     | 0-1 | 2-1 | 0-4 | 3-2 | 1-3 | 2-2 | 2-1 | 1-1 | 1-1 | 2-0 | 0-0 |
| Dynamo        | 0-0 | 1-1 | 1-2 |     | 2-2 | 1-3 | 1-1 | 1-5 | 1-2 | 1-3 | 1-2 | 0-3 | 1-1 | 1-0 |
| ENY           | 3-2 | 2-0 | 1-0 | 1-1 |     | 3-0 | 3-3 | 1-0 | 1-1 | 1-1 | 1-1 | 0-0 | 2-1 | 1-1 |
| THOI          | 0-0 | 0-1 | 5-1 | 3-0 | 2-2 |     | 3-2 | 0-1 | 4-0 | 2-0 | 2-1 | 1-3 | 3-0 | 1-3 |
| Elpida        | 0-0 | 1-1 | 3-2 | 2-3 | 4-1 | 2-6 |     | 4-0 | 3-0 | 2-1 | 3-0 | 1-1 | 1-1 | 0-1 |
| Iraklis       | 2-0 | 0-1 | 2-2 | 3-2 | 2-1 | 1-1 | 3-2 |     | 4-0 | 0-2 | 2-3 | 1-2 | 1-3 | 4-2 |
| Kissos        | 3-2 | 2-4 | 1-2 | 3-0 | 3-2 | 1-3 | 4-3 | 2-5 |     | 2-2 | 1-3 | 1-2 | 3-1 | 1-3 |
| K & E         | 4-2 | 3-1 | 2-1 | 2-0 | 1-1 | 0-1 | 1-2 | 2-0 | 0-2 |     | 1-0 | 3-3 | 1-0 | 1-1 |
| Livadiakos    | 1-0 | 2-2 | 1-1 | 4-1 | 0-2 | 0-0 | 1-1 | 1-0 | 0-2 | 1-2 |     | 1-1 | 2-2 | 3-0 |
| MEAP          | 3-0 | 4-2 | 2-0 | 3-1 | 1-2 | 2-1 | 3-2 | 3-1 | 4-0 | 5-1 | 1-0 |     | 2-1 | 1-0 |
| POX           | 3-0 | 3-1 | 2-3 | 5-2 | 3-1 | 1-1 | 5-0 | 2-0 | 1-2 | 0-0 | 0-0 | 1-1 |     | 1-2 |
| Finikas       | 1-1 | 4-1 | 1-0 | 4-0 | 1-1 | 3-1 | 3-1 | 3-0 | 4-1 | 0-0 | 4-2 | 0-0 | 1-0 |     |

Nguồn: Results at CFA